# Авиационные происшествия Аэрофлота 1968 года

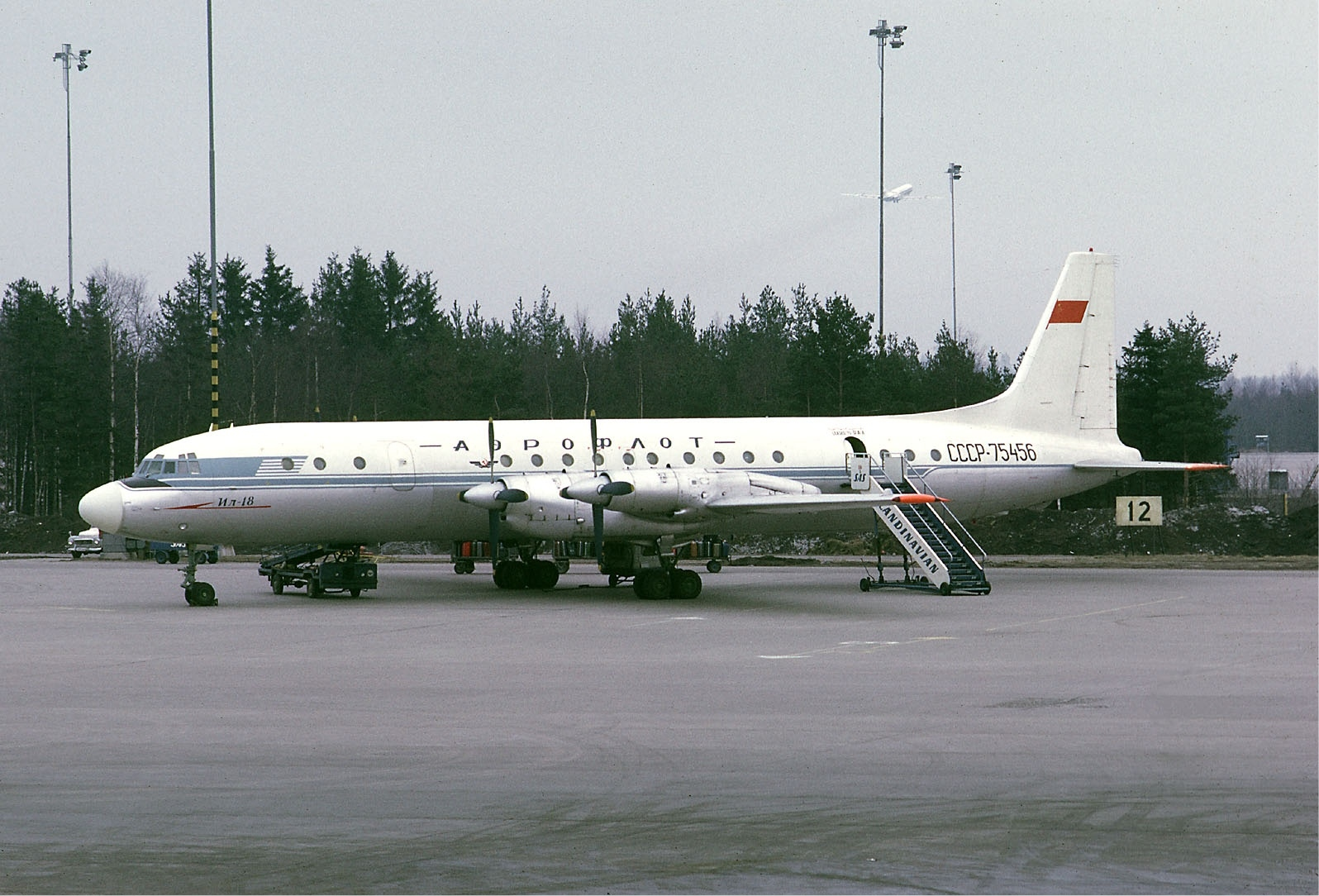
Ил-18Д предприятия «Аэрофлот»

Авиационные происшествия и инциденты, включая угоны, произошедшие с воздушными судами Министерства гражданской авиации СССР (Аэрофлот) в 1968 году.
В этом году крупнейшая катастрофа с воздушными судами предприятия «Аэрофлот» произошла 29 февраля в районе Братска, когда самолёт Ил-18Д по неопределённым причинам перешёл в аварийное снижение, в ходе которого вышел из-под контроля и разрушился в воздухе, при этом погибли 83 человека (подробнее…).

## Список
Отмечены происшествия и инциденты, когда воздушное судно было восстановлено.
| Дата                  | Место                                                                  | ВС      | Бортовой номер | Управление         | Жертв | Описание | И      |
| --------------------- | ---------------------------------------------------------------------- | ------- | -------------- | ------------------ | ----- | --- | ------ |
| 4 января 1968 года    | Усть-Кубинский район, 23 км ССЗ Вологда                                | Ан-2ТП  | 09667          | Северное           | 14/14 | Столкновение в воздухе (подробнее…) | [ 1 ]  |
| 4 января 1968 года    | Усть-Кубинский район, 23 км ССЗ Вологда                                | Ан-2ТП  | 96226          | Северное           | 2/2   | Столкновение в воздухе (подробнее…) | [ 2 ]  |
| 6 января 1968 года    | 92 км З Олёкминска                                                     | Ан-24Б  | 47733          | Якутское           | 45/45 | По неустановленной причине разрушился в воздухе (подробнее…)                                                                              | [ 3 ]  |
| 9 января 1968 года    | Караганда                                                              | Ил-18В  | 75519          | Северное           | 0/?   | Столкновение с землёй до ВПП в СМУ из-за отвлечения экипажа                                                                               | [ 4 ]  |
| 14 января 1968 года   | Виноградовский район, Северная Двина, 2,5 км СВ Филипповской           | Як-12А  | 62582          | Северное           | 4/4   | Врезался в лёд на реке из-за дезориентации малоопытного пилота                                                                            | [ 5 ]  |
| 29 января 1968 года   | Маган                                                                  | Ан-12Б  | 11015          | Якутское           | 0/?   | Повреждён при грубой посадке | [ 6 ]  |
| 31 января 1968 года   | Бахчисарайский район, 5,8 км З Бахчисарая                              | Ми-1    | 68149          | Украинское         | 3/3   | Вышел из-под контроля и упал на землю при полёте в штормовую погоду, либо из-за пожара на борту                                           | [ 7 ]  |
| 8 февраля 1968 года   | Сергиевский район, 26 км ЮЗ Серноводска                                | Ми-4А   | 35248          | СПиМВЛ             | 7/15  | Вышел из-под контроля и упал на землю из-за дезориентации экипажа                                                                         | [ 8 ]  |
| 9 февраля 1968 года   | Мирской, Кавказский район                                              | Ми-4    | 19142          | Северо-Кавказское  | 9/9   | Столкновение с землёй при полёте в СМУ | [ 9 ]  |
| 12 февраля 1968 года  | Восточно-Казахстанская область, 30 км от Некрасовки и 35 км СЗ Урджара | Ан-2Т   | 28946          | Казахское          | 0/6   | Столкновение с землёй при полёте в СМУ | [ 10 ] |
| 19 февраля 1968 года  | близ Багдада                                                           | н.д.    | н.д.           | н.д.               | 2/2   | Разбился при посадке | [ 11 ] |
| 24 апреля 1968 года   | Донецк                                                                 | Ил-18В  | 75560          | Московское         | 0/?   | При прерванном взлёте выкатился за пределы ВПП и разрушился                                                                               | [ 12 ] |
| 29 февраля 1968 года  | Чунский район, 13 км СЗ Парчума и 165 км З Братска                     | Ил-18Д  | 74252          | Дальневосточное    | 83/84 | Разрушился в воздухе при аварийном снижении (пожар на борту, либо утечка топлива) (подробнее…)                                            | [ 13 ] |
| 7 марта 1968 года     | Гумрак, Волгоград                                                      | Ту-124  | 45019          | Северо-Кавказское  | 1/49  | Упал сразу после взлёта из-за случайного выпуска интерцепторов (подробнее…)                                                               | [ 14 ] |
| 9 марта 1968 года     | гора Гетантаг, близ Еревана                                            | Ил-14   | 41840          | Грузинское         | 5/5   | Столкновение с горой при снижении к аэродрому                                                                                             | [ 15 ] |
| 22 апреля 1968 года   | близ Домодедова                                                        | Ил-18В  | 75526          | Московское         | 5/5   | Столкновение с ЛЭП в тренировочном полёте                                                                                                 | [ 16 ] |
| 27 апреля 1968 года   | Кольский район, 4 км от Чан-Ручья                                      | Ми-4    | 66824          | Северное           | 1/3   | Накренился и упал на землю при подъёме груза из-за зацепления троса за стойку шасси                                                       | [ 17 ] |
| 10 мая 1968 года      | Партизанский район, 6 км С Васильевки                                  | Ми-4П   | 66905          | Дальневосточное    | 11/11 | Пожар на борту из-за отказа двигателя, либо топливной системы                                                                             | [ 18 ] |
| 16 мая 1968 года      | Данковский район, 1,5 км СЗ Марьинки                                   | Ан-2М   | 05977          | СПиМВЛ             | 1/1   | При авиационно-химических работах перевернулся и врезался в землю вследствие потери боковой управляемости самолётом                       | [ 19 ] |
| 19 мая 1968 года      | Тенгинская, Усть-Лабинский район                                       | Ан-2Р   | 45228          | Северо-Кавказское  | 2/2   | При авиационно-химических работах врезался в землю из-за ошибок в пилотировании на малой высоте                                           | [ 20 ] |
| 28 мая 1968 года      | Шевченковский район, 2 км СЗ Сподобовки                                | Ан-2Р   | 45209          | Украинское         | 2/2   | При авиационно-химических работах потерял высоту и врезался в землю из-за ошибок в пилотировании малоопытного пилота                      | [ 21 ] |
| 30 мая 1968 года      | совхоз «Ново-Золотовский», Семикаракорский район                       | Ан-2М   | 05989          | Северо-Кавказское  | 1/2   | В полёте остановился двигатель из-за действий пассажира в кабине, после чего самолёт врезался в землю                                     | [ 22 ] |
| 6 июня 1968 года      | Александровский район, близ Стрежевого                                 | Ми-4А   | 66845          | Западно-Сибирское  | 1/4   | Упал после взлёта из-за отказа гидросистемы продольного управления                                                                        | [ 23 ] |
| 1 июля 1968 года      | Бреусовка, Козельщинский район                                         | Ан-2М   | 02332          | Украинское         | 2/3   | Остановка двигателя после взлёта из-за загрязнения топлива водой; при вынужденной посадке из-за ошибок нетрезвого пилота врезался в землю | [ 24 ] |
| 21 июля 1968 года     | Ошская область, 15 км ЮЗ Суфи-Кургана                                  | Ан-2ТП  | 32209          | Киргизское         | 14/14 | Столкновение с горой при обходе гроз | [ 24 ] |
| 22 июля 1968 года     | Ненецкий АО, озеро Тырабэйто, 110 км ЮЗ Нарьян-Мара                    | Ми-8Т   | 22511          | Северное           | 5/8   | Потерял управление и упал на землю при посадке (подробнее…)                                                                               | [ 25 ] |
| 29 июля 1968 года     | Светлоярский район, близ Больших Чапурников                            | L-200D  | 02110          | Северо-Кавказское  | 5/5   | Сваливание и столкновение с землёй при вынужденной посадке после отказа двигателя и воздушного винта (подробнее…)                         | [ 26 ] |
| 3 августа 1968 года   | Скалистый хребет, Мостовский район, 7,5 км СЗ Псебая                   | Ан-2СХ  | 02110          | Северо-Кавказское  | 14/14 | Столкновение с горой после уклонения с трассы в СМУ                                                                                       | [ 27 ] |
| 6 августа 1968 года   | Сургутский район, 15 км ЮЮЗ Угута                                      | Ми-4    | 38275          | СПиМВЛ             | 3/3   | Пожар на борту по неустановленной причине                                                                                                 | [ 28 ] |
| 8 августа 1968 года   | Мирный                                                                 | Ан-10АС | 11172          | Восточно-Сибирское | 0/?   | При заходе на посадку отвалилась левая стойка шасси; при аварийной посадке «на брюхо» зацепил топливозаправщик                            | [ 29 ] |
| 22 сентября 1968 года | Магаданская область, 61 км СЗ Сеймчана                                 | Ан-2ТП  | 91743          | Якутское           | 5/8   | Столкновение с горой после снижения под безопасную высоту                                                                                 | [ 30 ] |
| 6 октября 1968 года   | близ Мары                                                              | Ан-24Б  | 46552          | Туркменское        | 0/?   | Вынужденная посадка после отказа двигателя                                                                                                | [ 31 ] |
| 20 октября 1968 года  | Северный, Красноярск                                                   | Ил-18Д  | 75436          | Западно-Сибирское  | 0/?   | Грубая вынужденная посадка после отказа двигателя и ошибок экипажа                                                                        | [ 32 ] |
| 24 октября 1968 года  | Хангаласский район, 48 км ЮЗ Магана                                    | Ми-4А   | 38315          | Якутское           | 3/3   | Столкновение с землёй из-за дезориентации экипажа при полёте в метель                                                                     | [ 33 ] |
| 2 ноября 1968 года    | 15,6 км от Ленска                                                      | Ан-12Б  | 11349          | Западно-Сибирское  | 6/6   | Столкновение с деревьями при заходе на посадку (отказ одного из двигателей, либо потеря высоты из-за сдвига ветра)                        | [ 34 ] |
| 17 декабря 1968 года  | Татарский пролив, близ Дуэ                                             | Ми-1    | 68100          | Дальневосточное    | 1/1   | Упал в воду при полёте во время сильного снегопада                                                                                        | [ 35 ] |